# Лазарев (море)
Море Лазарев е море в крайната югоизточна част от акваторията на Атлантическия сектор на Южния океан.
Разположено е край бреговете на Източна Антарктида (Бряг принцеса Астрид на Земя кралица Мод). Простира се между 0° (море Хокон VII) на запад и 14°и.д. (море Рисер-Ларсен)) на изток, а на север приблизително до Южната полярна окръжност. На изток граничи с море Рисер-Ларсен. Дължина от запад на изток около 500 km, ширина до 400 km, площ 335 хил.km2. Преобладаващите дълбочини са над 3000 m, максимална 4582 m, в централната му част. Бреговете му са предимно ледникови, представляващи ледени откоси на шелфовите ледници. Голяма част от годината е покрито с дрейфуващи ледове и айсберги. В края на лятото и през есента (март – май) дрейфуващите ледове се запазват само покрай бреговете. Море Лазарев е обособено като такова през 1962 г. от участниците в поредната съветска антарктическа експедиция и е наименувано в чест на видния руски полярен мореплавател Михаил Лазарев.